# 川田鼠屬
川田鼠屬（Volemys），哺乳綱、囓齒目、倉鼠科的一屬，而與川田鼠屬（四川田鼠）同科的動物尚有澤旅鼠屬（南澤旅鼠）等之數種哺乳動物。